# Alexandre Popov (physicien)
Pour les articles homonymes, voir Alexandre Popov et Popov.
Alexandre Stepanovitch Popov (en russe : Александр Степанович Попов ; 16 mars 1859 - 13 janvier 1906), est un physicien et ingénieur russe, précurseur de la radio.

## Biographie

### Formation universitaire
Né dans une petite ville de l’Oural, Krasnotourinsk (Oblast de Sverdlovsk), ce fils de prêtre s’intéressa très jeune aux sciences naturelles. Son père voulait qu’Alexandre fasse sa prêtrise et l'envoya au Séminaire d’Ekaterinbourg. Mais le jeune homme continua d'y cultiver l'étude des sciences et des mathématiques : au lieu de s'inscrire à l’école de Théologie, il s'inscrivit en 1877 à l’Université de Saint-Pétersbourg où il étudia la physique,. Diplômé avec félicitations en 1882, l'université lui offrit un poste de préparateur ; mais sa rémunération ne lui permettant pas de subvenir à l'entretien de sa famille, il postula en 1883 pour l'emploi de chargé de cours et chef de laboratoire à l’École des torpilleurs de Kronstadt, dans l’île fortifiée de Kotline.

### Le premier récepteur radio
La bibliothèque fournie de l'école militaire et l'excellent équipement de son laboratoire donnaient toute latitude à Popov pour se consacrer à sa passion, le domaine nouveau des ondes hertziennes. Quelques années plus tôt, en 1888, le physicien allemand Heinrich Hertz avait montré comment créer ces perturbations électromagnétiques, et comment les détecter. En ce début des années 1890, Popov, comme bien d'autres chercheurs en Europe, se propose de poursuivre ce travail.
Le 1er juin 1894, un électricien britannique, Oliver Lodge, parvint, à l'aide du « cohéreur » de Branly, à détecter des ondes radio jusqu'à 50 mètres de leur source d'émission. Ce cohéreur était un tube de verre contenant de la grenaille déposée entre deux électrodes. Lorsque Lodge appliquait une antenne réceptrice contre les électrodes, le cohéreur devenait conducteur : le courant d'une pile circulait, car on pouvait enregistrer son intensité aux bornes du circuit avec un galvanomètre. Pour recommencer une réception, il fallait réinitialiser le cohéreur en tapotant dessus pour couper le circuit. Ainsi l'appareil de Lodge était-il équipé d'un bras tournant motorisé qui venait périodiquement secouer le cohéreur. Mais bien que son émetteur à étincelles fût équipé d'un manipulateur, rien ne prouve que Lodge ait jamais détecté autre chose que des grésillements sur son récepteur ; c'est pourquoi on ne peut créditer véritablement l'Anglais Lodge de la première communication radio. 

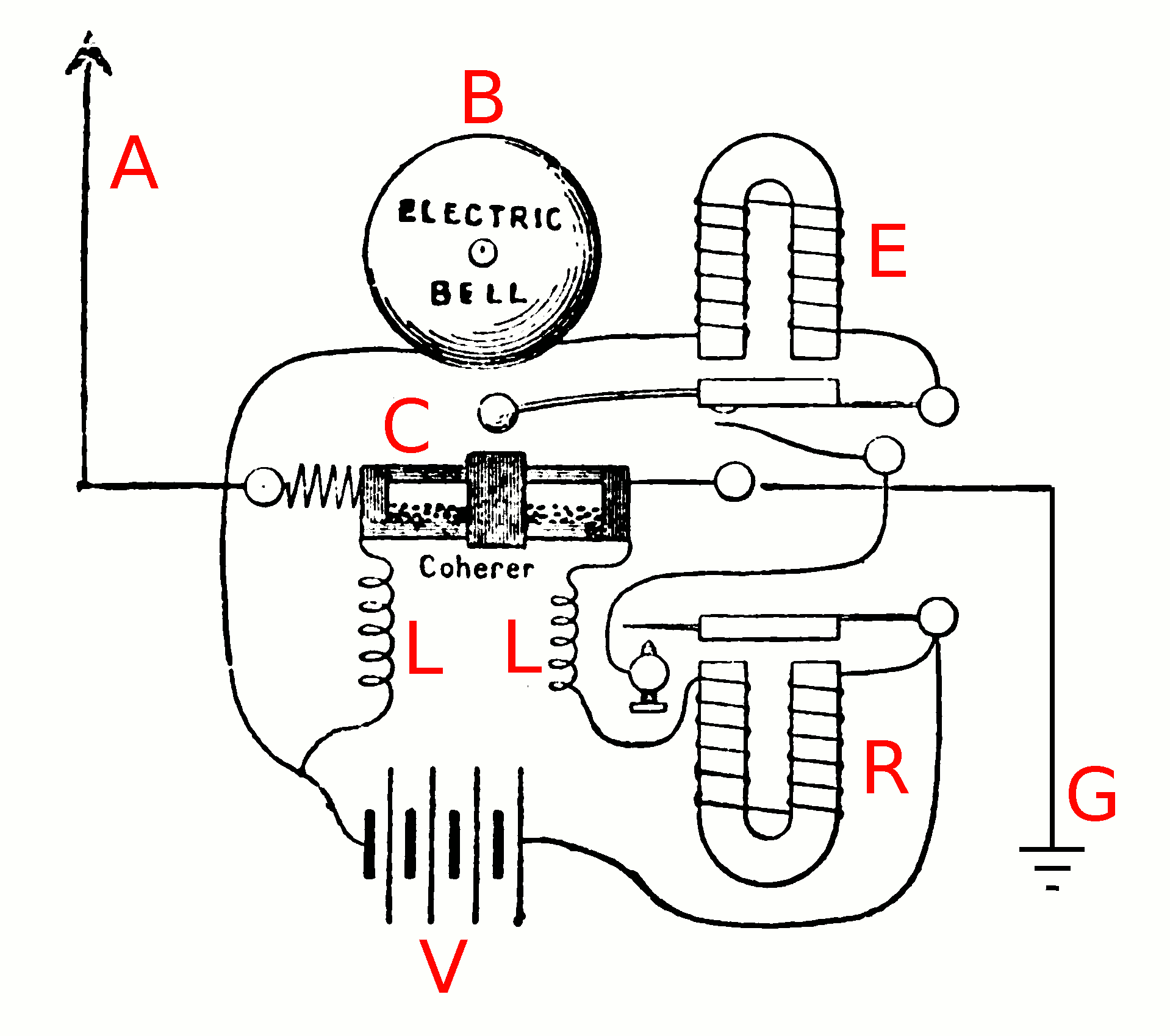
Circuit électrique du récepteur radio de Popov.

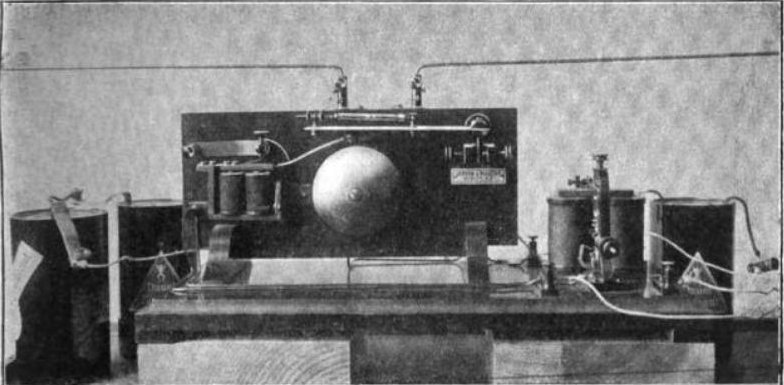
L'une des radios de Popov.

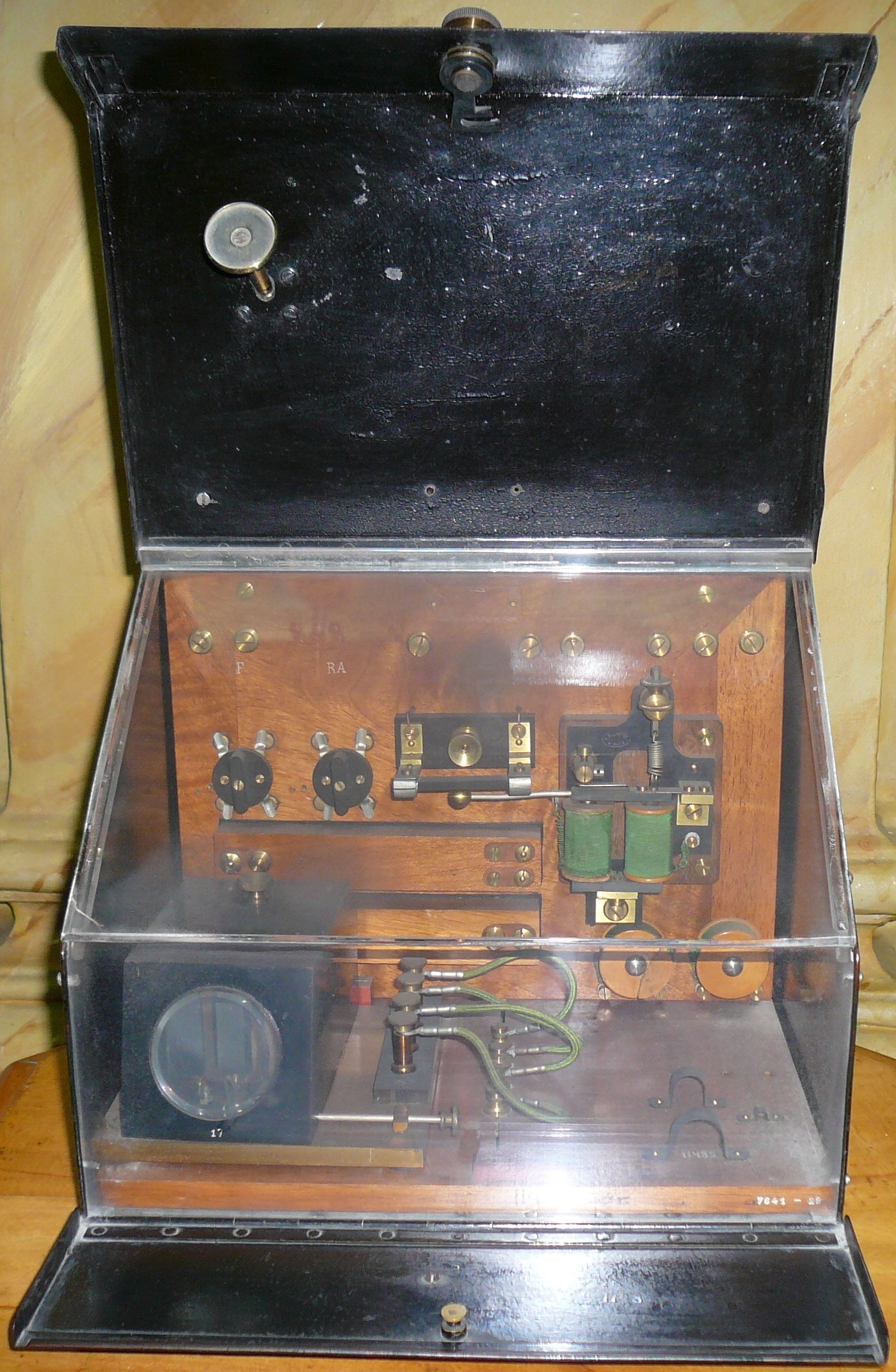
Récepteur Popov à cohéreur.

Popov lut le récit de l'expérience de Lodge, et entreprit la conception d'un récepteur longue-portée pouvant servir de détecteur de foudre, en détectant les impulsions électromagnétiques des éclairs. Il adapta le cohéreur de Lodge de façon à réinitialiser le circuit après chaque réception de signal, (diagramme du circuit à gauche). Le cohéreur (C) était connecté à un relai (R) et à une pile (V), mettant en vibration le bras d'une sonnerie électrique (E). Lorsqu'une onde radio armait le cohéreur, ce bras le réinitialisait immédiatement, tout en déclenchant une sonnerie (B). Innovation plus hardie encore, Popov, pour améliorer la sensibilité du récepteur, y raccorda le fil d'un paratonnerre : c'était l'acte de naissance de l'antenne filaire (A), antenne tendue dans l'air jusqu'à la terre (G). Comme Lodge et Hertz n'utilisaient que de petites antennes dipôles ou une antenne boucle, on attribue à Popov l’invention de l’antenne long-fil.
Simultanément, en Italie, Guglielmo Marconi mettait au point un dispositif très similaire à celui de Popov : un émetteur à étincelles et un cohéreur à réinitialisation automatique. À la mi-1895 il était parvenu à transmettre des signaux jusqu'à 2 400 mètres. D'autres inventeurs à travers le monde commençaient à obtenir des résultats comparables : citons l'Indien Jagadish Chandra Bose (1894, 100 mètres), en Autriche-Hongrie Nikola Tesla (1893), et au Brésil le R. P. Landell de Moura (1893, 8 km).
Le 7 mai 1895 Popov présenta son récepteur à la Société Russe de Physique et de Chimie de Saint-Pétersbourg, et montra comment détecter les signaux d'un émetteur à étincelles. Depuis, la plupart des pays d’Europe de l'Est considèrent Popov comme le pionnier de la radio, et depuis 1945 le 7 mai est fêté en Russie comme la « Journée de la Radio » ; Pourtant, rien ne prouve que ce jour-là, Popov fût parvenu à reconnaître un signal clair. En vérité, le premier rapport de Popov d'une authentique communication radio est l'expérience publique qu'il fit le 24 mars 1896 à la Société de Physique et de Chimie : il parvint à recevoir distinctement en code Morse, à 250 m de distance, le message HEINRICH HERTZ, que le président de la société retranscrivit sur un tableau noir. Durant l'été 1895, Marconi était lui-même parvenu à transmettre des messages radio sur plus d'un kilomètre (expérience de Salvan,), et c'est la raison pour laquelle les sources occidentales donnent la priorité d'invention à Marconi, ; Kronstadt étant une base militaire, Popov s'était engagé à ne pas publier ses travaux, si bien que ses auditeurs ne purent évoquer ses expériences que bien des années plus tard : aussi ne disposons-nous d'aucune source contemporaine des événements de 1896.
L'article de Popov décrivant ses expériences: « Sur la réaction de la grenaille métallique aux oscillations électriques », parut le 15 décembre 1895. Il ne déposa aucun brevet pour son invention. Au mois de juillet 1895 il installa son récepteur équipé d'un enregistreur à rouleau sur les toits de l'Institut Forestier de Saint-Pétersbourg et parvint à détecter un orage distant de 50 km. Son article, dont il donna lecture le 7 mai 1895, conclut par l'appréciation suivante : « Permettez-moi d'exprimer le vœu que mon appareil soit utilisé un jour pour transmettre des signaux à longue distance par des vibrations à haute fréquence, dès que l'on disposera d'un générateur assez puissant pour créer de telles vibrations »,.
En 1896, l’article décrivant l'invention de Popov fut réimprimé dans le Journal de la Société Russe de Physique et de Chimie. En mars 1896, il effectua la transmission d'ondes radio entre différents bâtiments du campus de Saint-Pétersbourg. En novembre 1897, l’entrepreneur français Eugène Ducretet construisit en laboratoire un émetteur et un récepteur radio conçus pour la télégraphie sans fil. Ducretet indiqua qu’il avait construit ses appareils en s'inspirant du détecteur de foudre de Popov. Dès 1898, Ducretet fabriquait des appareils de télégraphie sans fil d'après les indications de Popov. Au même moment, Popov effectuait une communication depuis le large sur une distance de 6 milles (9,656064 km) en 1898 et de 30 milles (48,28032 km) en 1899.

### Applications à la télégraphie sans fil

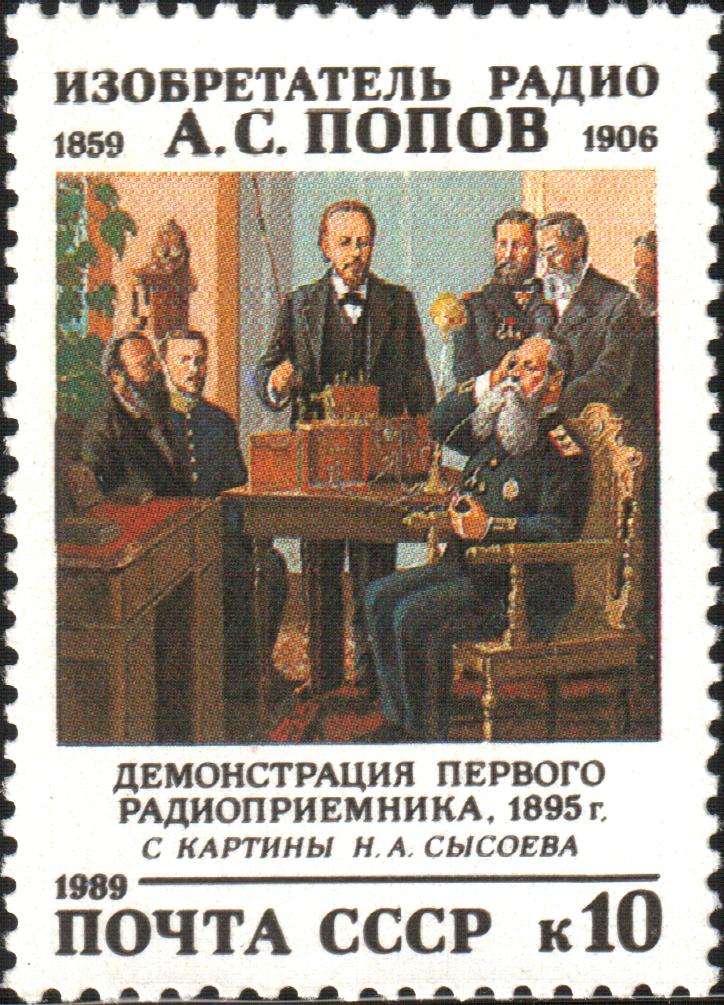
Timbre soviétique de 1989 commémorant le pionnier de la radio Alexandre Popov. Le texte est : « A. S. Popov, 1859-1906. Démonstration du premier poste de radio, 1895 ».

En 1900, on construisit sur l’île de Hogland (Suursaari) une station de radio sur les instructions de Popov, pour permettre l’émission-réception par télégraphe sans fil entre la base navale russe et l’équipage du cuirassé Amiral général Apraxine. Le vaisseau s'était échoué sur l'île de Hogland dans le Golfe de Finlande en novembre 1899. L’équipage de l’Apraxine n'était pas en danger immédiat, mais la mer commençait à geler. Par suite des mauvaises conditions météorologiques et des lenteurs bureaucratiques, on ne put établir de contact radio depuis la station de l'île de Hogland avec l’équipage de l’Apraxine qu'en janvier 1900. Le 5 février, cependant, on parvint à recevoir des messages clairs. Ces messages étaient relayés vers l'île de Hogland par une station située à 25 milles (40,2336 km) au large de Kymi (aujourd'hui Kotka) sur la côte finnoise. Le choix de Kotka venait de ce que c'était le point le plus proche de l’île de Hogland, connectée au quartier-général de la Marine.
Lorsque l’Apraxine fut dégagé par le brise-glaces Yermak à la fin d’avril, 440 messages officiels avaient été télégraphiés par le relai de l'île de Hogland. Outre le sauvetage de l’équipage de l’Apraxine, le brise-glaces Yermak permit l'évacuation de plus de 50 pêcheurs finnois dérivant sur un glacier à travers le Golfe de Finlande grâce à la réception de messages de détresse envoyés par ondes hertziennes. En 1900, Popov pouvait déclarer (lors du Congrès des ingénieurs électriciens de Russie), 
« [...] l’émission et la réception de signaux par Marconi grâce aux oscillations electriques[n'avait] rien de nouveau. En Amérique, le célèbre ingénieur Nikola Tesla avait fait les mêmes expériences dès 1893,. »
En 1901 Alexander Popov fut nommé professeur de l’Institut Électrotechnique, qui porte aujourd'hui son nom.
En 1905 on l'élit directeur de l’institut, mais à la fin de cette même année, bouleversé par la répression féroce des émeutes estudiantines, il fut frappé d'une congestion et mourut d'une hémorragie cérébrale le 13 janvier 1906.
Il fut remplacé à la tête de l'organisation nationale de radiotéléphonie par Simeon Serge Aisenstein avec qui il avait travaillé en étroite collaboration.
Alexandre Popov est enterré au cimetière Volkovo à Saint-Pétersbourg.

## Postérité

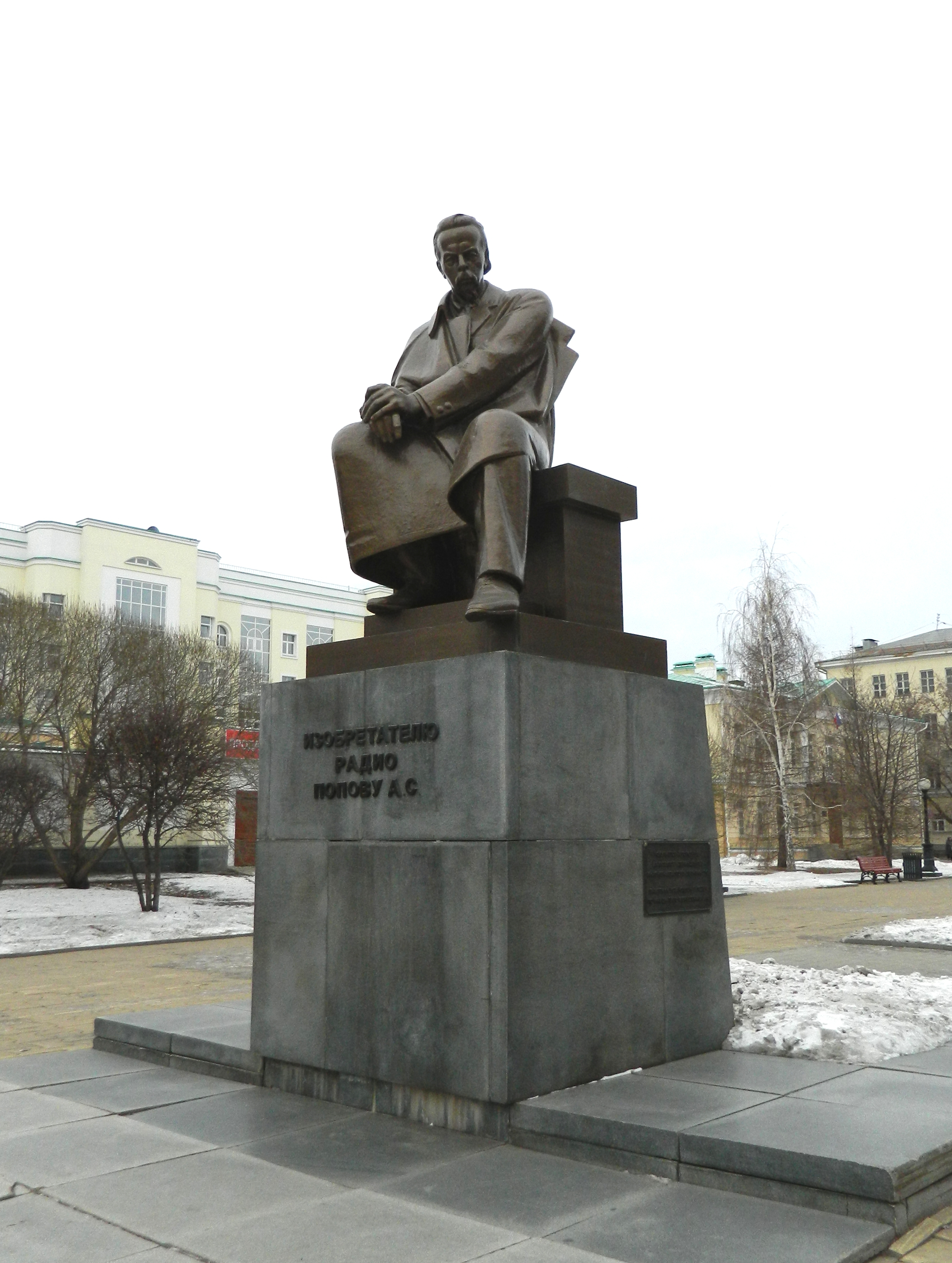
Monument à l'inventeur de la radio A. S. Popov dans la ville d'Ekaterinbourg.

En 1949, sa vie est portée à l'écran par Herbert Rappaport et Viktor Eisymont dans le film biographique Alexandre Popov (en) où son rôle est incarné par Nikolaï Tcherkassov.
Une planète mineure, (3074) Popov, découverte par l’astronome soviétique Lioudmila Jouravliova en 1979, porte son nom.
Lors du congrès 2011 de l’Union internationale des télécommunications, Igor Chtchyogolev, ministre des Télécommunications et des mass media de la fédération de Russie avec le Dr Hamadoun Touré, Secrétaire général de l’UIT, a inauguré la salle de conférence « Alexander Stepanovich Popov » au quartier-général de l'Association à Genève.